# Крупиці (Сім'ятицький повіт)
Крупиці (пол. Krupice) — село в Польщі, у гміні Сім'ятичі Сім'ятицького повіту Підляського воєводства.
Населення — 168 осіб (2011).
У 1975-1998 роках село належало до Білостоцького воєводства.

## Демографія
Демографічна структура станом на 31 березня 2011 року:
|          | Загалом | Допрацездатний вік | Працездатний вік | Постпрацездатний вік |
| -------- | ------- | ------------------ | ---------------- | -------------------- |
| Чоловіки | 82      | 10                 | 50               | 22                   |
| Жінки    | 86      | 14                 | 35               | 37                   |
| Разом    | 168     | 24                 | 85               | 59                   |